# Vencedores do Prêmio Brasil Olímpico de 2013
O Prêmio Brasil Olímpico de 2013 foi mais uma cerimônia anual promovida pelo Comitê Olímpico Brasileiro (COB) para homenagear os melhores atletas do ano. A escolha dos melhores em cada uma das 41 modalidades e a definição dos três indicados em cada categoria, masculina e feminina, foi feita por um júri composto por jornalistas, dirigentes, ex-atletas e personalidades do esporte. A escolha para o Troféu Melhor do Ano no Esporte é feita por este mesmo júri e pelo voto popular, através da Internet. Os vencedores foram anunciados durante a festa do Prêmio Brasil Olímpico, no dia 17 de dezembro, no Teatro Bourbon Shopping, em São Paulo. A cerimônia homenageou o 50 anos dos Jogos Pan-Americanos de 1963 na cidade. Os atletas do ano foram Poliana Okimoto,  campeã mundial na maratona aquática, e Jorge Zarif, campeão mundial júnior e adulto na classe Finn.
Além dessas categorias, o Prêmio Brasil Olímpico 2013 premiou o melhor técnico individual e coletivo, melhores atletas escolares e universitários e o Troféu Adhemar Ferreira da Silva.

## Vencedores por modalidade
Foram premiados atletas de 41 modalidades: